# Lucien March
Lucien March, né le 6 décembre 1859 à Paris et décédé le 4 avril 1933, est un démographe et un ingénieur statisticien d'État français. Ancien élève de l'Ecole polytechnique (1880), il fut recruté par Fontaine à l'Office du Travail (créé en 1891) et fit adopter en France en 1896 le système de recensement à cartes perforées d'Herman Hollerith. À la suite du Congrès international d’eugénisme qui s'est tenu à Londres en 1912, Lucien March appelle à l'organisation d'une association française d'eugénisme. Il a dirigé la Statistique générale de la France de 1896 à 1920.

## Publications
- Mouvement des prix et des salaires pendant la guerre, publication de la Dotation Carnegie pour la Paix internationale, Paris, puf, 1925.
- La statistique et sa méthode …, Masson et Cie, 137 pages, 1928
- Différences et corrélation en statistique, éd. Berger-Levrault, 29 pages, 1928
- Les principes de la méthode statistique: avec quelques applications aux sciences naturelles et à la science des affaires, Librairie Félix Alcan, 807 pages, 1930